# Chalcides guentheri
Chalcides guentheri (циліндричний сцинк Гюнтера) — вид сцинкоподібних ящірок родини сцинкових (Scincidae). Мешкає в Леванті. Вид названий на честь німецько-британського зоолога Альберта Гюнтера.

## Поширення і екологія
Циліндричні сцинки Гюнтера мегшкають на північному заході Йорданії, на південному заході Сирії, на півдні Лівану та на півночі і в центрі Ізраїлю. Вони живуть в середземноморських дубових лісах і чагарниках, трапляються на луках, на висоті до 1500 м над рівнем моря (на горі Хермон). Живородні, самиці народжують 3 дитинчат.

## Збереження
МСОП класифікує цей вид як вразливий. Chalcides guentheri загрожує знищення природного середовища.